# Chamaesaracha conioides
Chamaesaracha conioides är en potatisväxtart som först beskrevs av Noric. och Michel Félix Dunal, och fick sitt nu gällande namn av Britt. Chamaesaracha conioides ingår i släktet Chamaesaracha och familjen potatisväxter. Inga underarter finns listade i Catalogue of Life.